# Лайфхак
Лайфха́к (англ. life hack) — хитрость или полезный совет, помогающий эффективно решить ту или иную проблему.

## Происхождение слова и его популярность

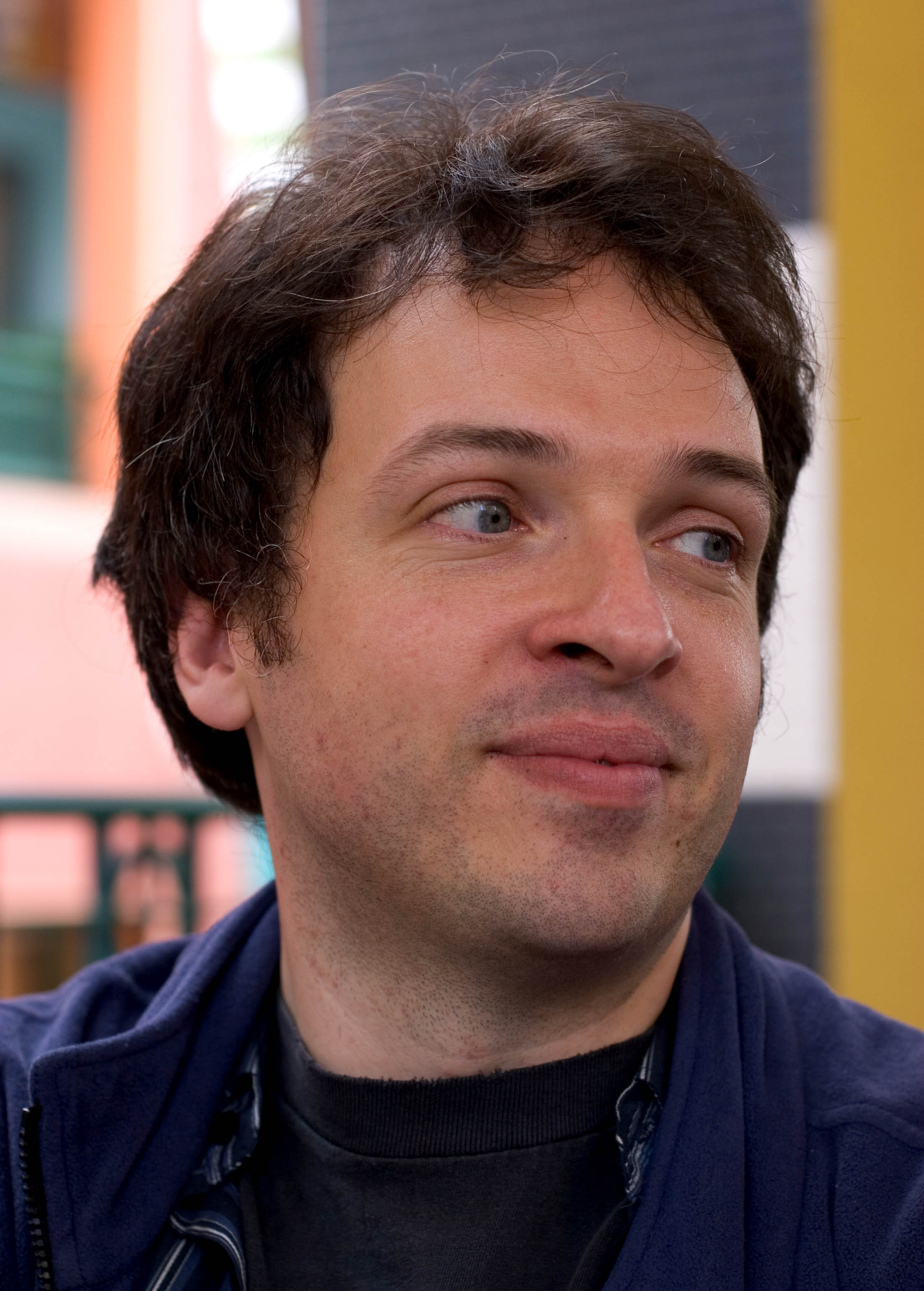
Дэнни О’Брайен

Неологизм «лайфхак», образованный путём слияния английских слов life («жизнь») и hack («взломать»), был предложен британским журналистом, специализирующимся в области компьютерных технологий, Дэнни О’Брайеном. В 2004 году он использовал его в своём докладе «Лайфхаки — технические секреты сверхпродуктивных альфа-гиков» (англ. «Life Hacks — Tech Secrets of Overprolific Alpha Geeks») на конференции O’Reilly Emerging Technology Conference в Сан-Диего (штат Калифорния, США). После его выступления этот неологизм стал активно использоваться в Интернете, и год спустя Американское диалектное общество включило его в четвёрку самых полезных слов 2005 года (победителем стал термин «подкаст»).

В 2011 году слово «лайфхак» добавлено в Oxford Dictionaries Online, получив следующее определение: «стратегия или технология, применяемая для более эффективного управления разовыми или ежедневными делами» (англ. «а strategy or technique adopted in order to manage one's time and daily activities in a more efficient way»).
К 2015 году это слово стало настолько распространённым, что журнал GQ опубликовал статью под названием «Хватит называть всё лайфхаками» (англ. «Stop Calling Everything a Life Hack»), в которой отмечался факт происходящей в обществе девальвации этого термина, поскольку им стали массово называть советы, не имеющие в действительности ничего инновационного.

## Особенности
Лайфхаки получили широкое распространение в сети Интернет, где представлены в виде текста, инфографики, изображений или видео. Для них характерны такие признаки, как экономия ресурсов, оригинальное ви́дение проблемы, упрощение различных сфер жизни, лёгкость в применении, польза для других.